# Саллі Гемінгс

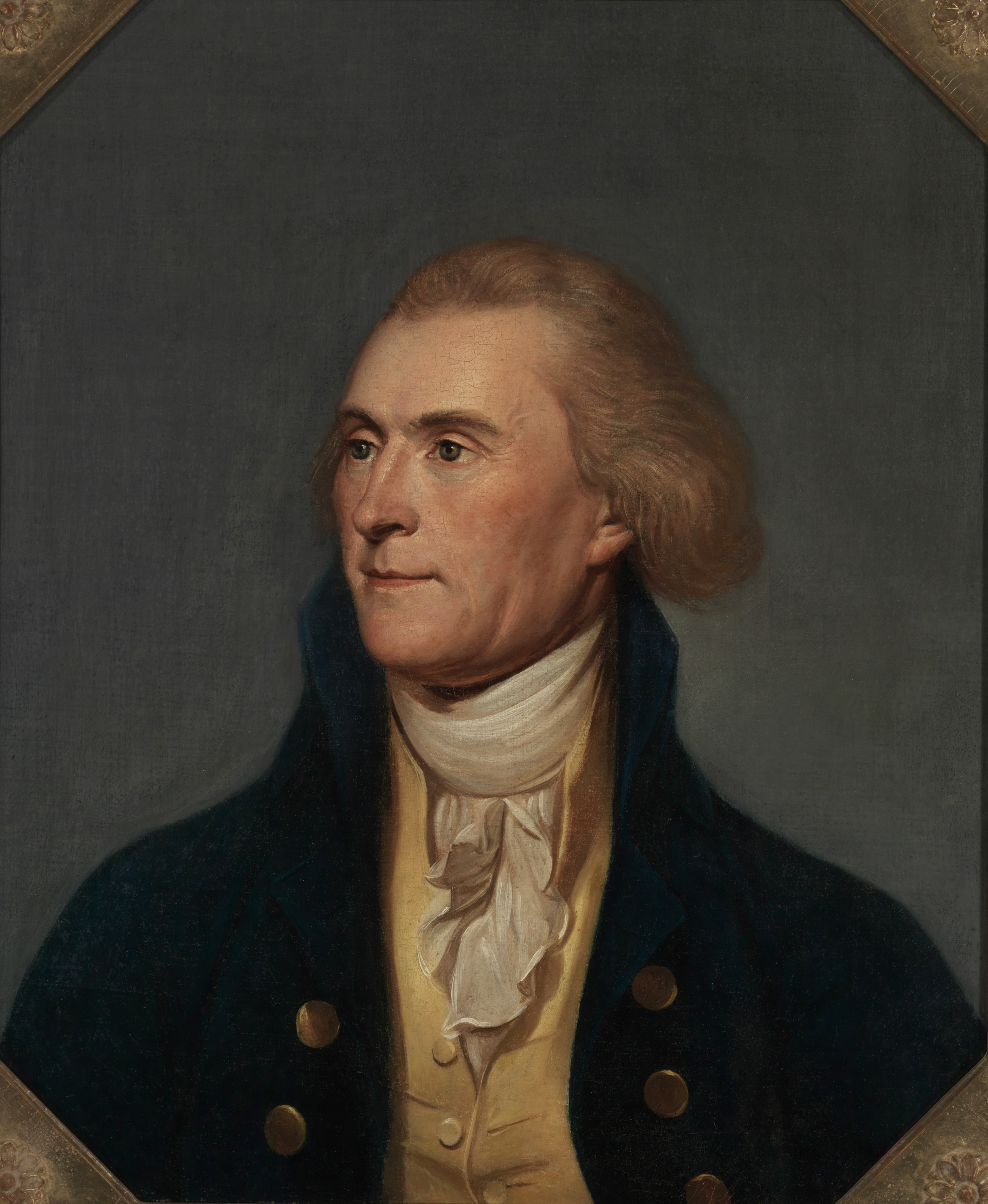
Томас Джеферсон. Третій президент США.

Сара «Саллі» Гемінгс (англ. Sarah "Sally" Hemings; ок. 1773 — 1835 (точні дати невідомі), США) — рабиня-квартеронка, покоївка, гувернантка і коханка третього президента США Томаса Джефферсона. 
За ДНК-аналізом Джефферсон є батьком принаймні одного з восьми дітей Глемінгс, народжених в маєтку Монтіселло, а саме Медісона Гемінгса. Батьком інших теоретично, але малоймовірно, міг бути і брат президента. Більшість істориків сьогодні вважають, що всі діти Сари Глемінгс були дітьми Томаса Джефферсона.
Історія про дітей президента США від рабині отримала скандальну популярність в американській пресі, особливо в білому консервативному середовищі, що відмовлялося вірити в те, що сталося. За мотивами цих стосунків написано кілька книг і знято кілька фільмів.

## Біографія
Сара Глімінгс народилася в місті Шедуелл, округ Албемарл, штат Вірджинія, США. Мати, Бетті Гемінгс, рабиня-мулатка, була дочкою англійського капітана і негритянки з Африки, належала білому американцю Джону Вейлсу. Вейлс був офіційно одружений з білою жінкою, з якою мав законних дітей, одна з яких — Марта — згодом стала дружиною Томаса Джефферсона.
При цьому Джон Вейлз мав зв'язок з чорною рабинею, яка і народила квартеронку й рабиню Сару. Після смерті батьків раби і майно перейшли Марті (сестрі Саллі по батькові). Марта померла в 1782 році і передала майно чоловікові, Томасу Джефферсону, з яким мала дітей, але вижила лише донька Марта Джефферсон. 
Джефферсон був старший за рабиню на 30 років. Вперше 16-річна Саллі приїхала в Париж, підмінивши одну з гувернанток дочки Джефферсона Марти і проживала в їх будинку. За французькими законами, що не визнавали рабства, вона мала право з'явитися в поліцію і отримати вільну грамоту, але не зробила цього і повернулася в США слідом за Томасом. Далі майже щороку або через рік Глемінгс народжує. Джерела вказують на восьмеро пологів, шість дітей задокументовано:
- Гаррієт Гемінгс (I) (5 жовтня 1795 — 7 грудня, 1797)
- Беверлі Гемінгс (можливо також Вільям Беверлі Гемінгс) (1 квітня 1798 — після 1873)
- невідома дівчинка (можливо названа Феня на честь сестри Саллі Фені; 1799 — незабаром померла)
- Гаррієт Гемінгс (II) (22 травня, 1801 — після 1863)
- Медісон Гемінгс (Джеймс Медісон Гемінгс) (19 січня 1805—1877)
- Естон Гемінгс (Томас Естон Гемінгс) (21 травня 1808—1856)

Документував народження сам Томас Джефферсон. У його обліковій книзі ім'я батька дітей або не вказано, або затерто, хоча в записах народжень дітей інших рабинь ім'я батька присутнє.
Останні дев'ять років життя Саллі провела в будинку двох своїх синів, виховуючи онука. Вона померла в 1835 році в місті Шарлоттсвіль (штат Віргінія), так і не отримавши офіційну вольницю, але користуючись неформальною незалежністю, наданою їй дочкою покійного Джефферсона. Проте всім її дітям по досягненні ними повноліття волю надав сам Джефферсон. Ці діти і їх дядько були єдиними рабами, яким Джефферсон дав свободу. Троє з них, будучи світлошкірими (на відміну від темношкірого Естона), переїхали на північ і інтегрувалися в біле суспільство, а їх нащадки вважалися білими.

## Образ в кіно
- «Джефферсон у Парижі» (1995)
- «Джон Адамс» (2008)